# Charlestown (Saint Kitts és Nevis)
Charlestown Saint Kitts és Nevis államszövetség Nevis államában található város, Nevis fővárosa.

## Látnivalói
Charlestownban két múzeum található: a Nelson Múzeum és Nevis Sport Múzeum. 
Több más fontos épülete a városnak, történelmi épületek a posta, a régi Treasury Building, mely jelenleg a Nevis Idegenforgalmi Hivatal tulajdonában áll, a bírósági épület és a Public Library. Modern épületek a rendőrség és az Alexandra Kórház. A város északi végén a Bath Hotel Spring House van, ez egy híres turista szálloda és fürdő volt a 18. században. A főépületét jelenleg a kormányzati hivatalok foglalják el. 
Charlestown lakossága 1500 fő. Charlestown Nevis fő közigazgatási és kereskedelmi központja, és egyben a legsűrűbben lakott terület a szigeten.
A város 1998 óta a világörökség javaslati listáján szerepel.